# Isa Gomez
Isa Gomez (Wormer, 30 januari 2002) is een voetbalspeelster uit Nederland. Ze speelt als middenvelder voor Excelsior in de Vrouwen Eredivisie.

## Carrière
Gomez speelde in de jeugd bij WSV '30 en VV Alkmaar. Hier bleef een doorbraak uit waardoor Gomez overstapte naar Telstar dat in het seizoen 2022/23 terugkeerde in de Vrouwen Eredivisie.
Op 21 oktober 2023 maakte Gomez haar debuut voor Telstar in de Vrouwen Eredivisie in een thuiswedstrijd tegen sc Heerenveen door in de 60ste minuut in te vallen voor Sascha van Zelst. In een thuiswedstrijd tegen PSV wist Gomez haar eerste doelpunt in de Vrouwen Eredivisie te maken. Mede door haar doelpunt stuntte Telstar met een 2-0 zege.
In de zomer van 2023 verlengde Gomez haar contract tot medio 2024. Op 17 mei 2025 maakte haar club bekend dat Gomez na het seizoen 2024/25 ging vertrekken uit Velsen-Zuid. Ze maakte de overstap naar Excelsior.

## Statistieken
| Seizoen | Club      | Competitie | Competitie | Competitie | Beker | Beker | Overig | Overig | Totaal | Totaal |
| Seizoen | Club      | Competitie | Wed.       | Dlp.       | Wed.  | Dlp.  | Wed.   | Dlp.   | Wed.   | Dlp.   |
| ------- | --------- | ---------- | ---------- | ---------- | ----- | ----- | ------ | ------ | ------ | ------ |
| 2022/23 | Telstar   | Eredivisie | 17         | 4          | 1     | 0     | 0      | 0      | 18     | 4      |
| 2023/24 | Telstar   | Eredivisie | 20         | 4          | 1     | 0     | 0      | 0      | 21     | 4      |
| 2024/25 | Telstar   | Eredivisie | 17         | 1          | 1     | 0     | 0      | 0      | 18     | 1      |
| 2025/26 | Excelsior | Eredivisie | 0          | 0          | 0     | 0     | 0      | 0      | 0      | 0      |
| Totaal  | Totaal    | Totaal     | 54         | 9          | 3     | 0     | 0      | 0      | 57     | 9      |

Bijgewerkt t/m 24 juli 2025.